# Pseudomicrodochium lauri
Pseudomicrodochium lauri är en svampart som beskrevs av P.M. Kirk 1983. Pseudomicrodochium lauri ingår i släktet Pseudomicrodochium, ordningen köttkärnsvampar, klassen Sordariomycetes, divisionen sporsäcksvampar och riket svampar.   Inga underarter finns listade i Catalogue of Life.